# Ferdinand Ullrich
Ferdinand Ullrich, slovenski pravnik in dijaški organizator, * 19. oktober 1846, Bled, † 26. april 1900, Maribor.

## Življenje in delo
Ferdinand Ullrich, sin H. Ullricha, je po ljudski šoli v rojstnem kraju obiskoval gimnazijo v Ljubljani (1857-1865), bil tedaj Jurčičev sošolec, ki mu je napisal »posvetilni sonet« Ferdinandu Ullrichu v bukve rodu (spominska knjiga maj 1862), ter nekaj časa gojenec Alojzijevišča. Po končani gimnaziji je na Dunaju študiral pravo in se tam udeleževal narodnega gibanja dunajskih dijakov v 2. polovici 60-ih let 19. stoletja. Kot mladoslovenec je bil aktiven tudi v politiki, bil je prvi predsednik društva »Slovenija« in med sklicatelji 2. vseučiliščnega shoda 4. septembra 1869 v Ljubljani. Po končanem študiju je bil nekaj let zaposlen v raznih pisarnah kot notarski pripravnik. 